# Віттен (Айова)
Віттен (англ. Whitten) — місто (англ. city) в США, в окрузі Гардін штату Айова. Населення — 100 осіб (2020).

## Географія
Віттен розташований за координатами 42°15′52″ пн. ш. 93°0′40″ зх. д. / 42.26444° пн. ш. 93.01111° зх. д. (42.264549, -93.011104).  За даними Бюро перепису населення США в 2010 році місто мало площу 1,40 км², з яких 1,40 км² — суходіл та 0,01 км² — водойми.

## Демографія
Згідно з переписом 2010 року, у місті мешкало 149 осіб у 60 домогосподарствах у складі 42 родин. Густота населення становила 106 осіб/км².  Було 66 помешкань (47/км²).
Расовий склад населення:
| - 95,3 % — білих - 1,3 % — чорних або афроамериканців - 3,4 % — осіб інших рас |

До двох чи більше рас належало 0,0 %. Частка іспаномовних становила 3,4 % від усіх жителів.
За віковим діапазоном населення розподілялося таким чином: 28,2 % — особи молодші 18 років, 61,7 % — особи у віці 18—64 років, 10,1 % — особи у віці 65 років та старші. Медіана віку мешканця становила 37,3 року. На 100 осіб жіночої статі у місті припадало 96,1 чоловіків;  на 100 жінок у віці від 18 років та старших — 109,8 чоловіків також старших 18 років.
Середній дохід на одне домашнє господарство  становив 46 043 долари США (медіана — 39 375), а середній дохід на одну сім'ю — 49 080 доларів (медіана — 41 000). За межею бідності перебувало 39,2 % осіб, у тому числі 73,1 % дітей у віці до 18 років та 16,1 % осіб у віці 65 років та старших.
Цивільне працевлаштоване населення становило 57 осіб. Основні галузі зайнятості: освіта, охорона здоров'я та соціальна допомога — 29,8 %, будівництво — 19,3 %, роздрібна торгівля — 12,3 %, оптова торгівля — 7,0 %.